# Janusz Nowicki (aktor)
Janusz Rafał Nowicki (ur. 8 listopada 1943 w Kałuszu) – polski aktor.

## Życiorys
W roku 1966 ukończył studia na Wydziale Aktorskim Państwowej Wyższej Szkoły Teatralnej w Krakowie.
W swojej karierze był związany z teatrami: Wybrzeże w Gdańsku (1966–1967), Teatrem Ludowym w Nowej Hucie, Teatr Rozmaitości w Krakowie, Teatrem im. St. Żeromskiego w Kielcach i krakowskim Teatrem im. J. Słowackiego. Od 1986 roku jest aktorem Teatru Współczesnego.

## Filmy
- 1974: Orzeł i reszka – agent polskiego wywiadu
- 1974: Spacer pod psem – milicjant
- 1976: Olśnienie – Jan Gąsienica
- 1977: Gdzie woda czysta i trawa zielona – Melasa
- 1984: Pobojowisko – Bogdan Łanowiecki
- 1985: Sam pośród swoich – PPS-owiec
- 1986: Dwie wigilie – lekarz leczący ojca Jadwigi
- 1986: Kolega Pana Boga
- 1986: Prywatne śledztwo – kierowca poloneza
- 1987: Koniec sezonu na lody
- 1987: Opowiadanie wariackie – chory
- 1988: Warszawskie gołębie – gołębiarz
- 1990: Superwizja – Max, były szef kina
- 1995: Gracze – Kotaban, członek sztabu wyborczego Wałęsy, wspólnik Miszy
- 1995: Prowokator – prokurator
- 1999: Ostatnia misja – generał Winkler
- 2001: Tam i z powrotem – pułkownik Lesień, naczelnik Wydziału Paszportowego
- 2002: Sfora: Bez litości – sędzia Chwalba
- 2006: Szatan z siódmej klasy – profesor Gutek
- 2007: Świadek koronny – senator Zdzisław Pokrzywa-Lewiński
- 2010: Mała matura 1947 – sędzia

## Seriale
- 1987: Ballada o Januszku – wychowawca w zakładzie poprawczym (odc. 4)
- 1993: Zespół adwokacki – strażnik więzienny (odc. 2 i 6)
- 1997: Kapitan – Jaszin (odc. 4)
- 2000: Dom – ordynator Oddziału Dializ (odc. 23)
- 2000: Twarze i maski – przewodniczący zebrania w ZASP (odc. 6)
- 2001: Marszałek Piłsudski – Ignacy Daszyński
- 2002: Na dobre i na złe – Wiktor Radecki (odc. 103)
- 2002–2010: Samo życie – Tadeusz Młynarczyk
- 2002: Sfora – sędzia Chwalba (odc. 3)
- 2003: M jak miłość – mecenas Koszycki, adwokat Radomskiej (odc. 181, 183 i 191)
- 2004: Kryminalni – Feliks Szennert, ojciec Anny (odc. 8)
- 2005: Boża podszewka II – prezes „Społem” (odc. 9 i 11)
- 2006: Fałszerze – powrót Sfory – sędzia Chwalba
- 2006: Szatan z siódmej klasy – profesor Gutek (odc. 1 i 2)
- 2007: Odwróceni – senator Zdzisław Pokrzywa-Lewiński
- 2010: Ojciec Mateusz – Baczko
- 2012: Prawo Agaty – sędzia Putkiewicz (odc. 1)
- 2023: Dewajtis – Filemon (odc. 1–4)

## Polski dubbing
- 2018: Asteriks i Obeliks: Tajemnica magicznego wywaru
- 2018: Lego Iniemamocni – Zgaga
- 2017: Piraci z Karaibów: Zemsta Salazara – kapłan udzielający spowiedzi Carinie
- 2016: Kraina lodu: Światła Północy – Bazaltar
- 2016: Szajbus i pingwiny –
  - sędzia,
  - rowerzysta
- 2014: Strażnicy Galaktyki – Horuz
- 2013: Kraina lodu − Pabbie
- 2013: Kumba − zebra Mkhulu
- 2013: Samoloty – Buldog
- 2013: Jeździec znikąd – Collins
- 2013: Zambezia – Sekhuru
- 2010: Legendy sowiego królestwa: Strażnicy Ga’Hoole – Grimble
- 2010: Ryś i spółka, czyli zwierzaki kontratakują – Noe
- 2010: Ach ten... Snoopy
- 2007: Sushi Pack
- 2005: Oliver Twist
- 2004–2008: Batman
- 2004–2006: Liga Sprawiedliwych bez granic –
  - Mandragora (odc. 19),
  - Dziennikarz (odc. 20)
- 2004: Scooby Doo i potwór z Loch Ness – Duncan
- 2004: Mulan II – Fa Zhou
- 2003: Warcraft III: The Frozen Throne – Cairne Bloodhoof
- 2002: Warcraft III: Reign of Chaos – Cairne Bloodhoof i Grom Hellscream
- 2002: Gwiezdne wojny: część II – Atak klonów – San Hill
- 2002: Gwiezdne wojny: część I – Mroczne widmo
- 2002: Planeta skarbów – Billy Bones
- 2001: Rudolf czerwononosy renifer i wyspa zaginionych zabawek
- 2001: Atlantyda. Zaginiony ląd – Król Kashekim Nedakh
- 2005: Mała Syrenka (wersja Telewizja Polsat S.A.) – król Tryton
- 2001: Scooby Doo i cyberpościg – Wirus
- 2001: W pustyni i w puszczy – Smain
- 2000: Tweety – wielka podróż
- 1999–2000: Dilbert
- 1999: Kapitan Fracasse
- 1999: Stuart Malutki – Sherman
- 1998: Dr Dolittle –
  - Dyrektor Galvin,
  - Dr Sam Litvak,
  - Bernardyn u weterynarza,
  - Azor
- 1996–2000: Superman –
  - Ciemny Typ (Darkseid) (odc. 28, 38-39, 41, 53-54),
  - Karkull (odc. 32)
- 1996–1997: Walter Melon
- 1996–1997: Opowieści Starego Testamentu – Juda
- 1995: Dragon Ball Z: Atak smoka
- 1995: Dragon Ball Z: Fuzja
- 1994: Pocahontas – Wódz Powhatan
- 1994: Prowincjonalne życie – Fred
- 1992–1994: Mała Syrenka – Król Tryton
- 1992: Tom i Jerry: Wielka ucieczka – Mopsiu
- 1991–1993: Taz-Mania – Taz
- 1989–1996: Dragon Ball Z
- 1980: Scooby i Scrappy Doo
- 1976–1978: Scooby Doo
- 1960–1966: Flintstonowie